# Främmentjärnen
Främmentjärnen är en sjö i Storumans kommun i Lappland och ingår i Umeälvens huvudavrinningsområde.